# Лунка-Мурешулуй (Муреш)
Лунка-Мурешулуй (рум. Lunca Mureșului) — село у повіті Муреш в Румунії. Входить до складу комуни Алуніш.
Село розташоване на відстані 289 км на північ від Бухареста, 40 км на північний схід від Тиргу-Муреша, 91 км на схід від Клуж-Напоки, 149 км на північний захід від Брашова.

## Населення
За даними перепису населення 2002 року у селі проживали 775 осіб.
Національний склад населення села:
| Національність | Кількість осіб | Відсоток |
| -------------- | -------------- | -------- |
| угорці         | 624            | 80,5%    |
| румуни         | 99             | 12,8%    |
| цигани         | 52             | 6,7%     |

Рідною мовою назвали:
| Мова      | Кількість осіб | Відсоток |
| --------- | -------------- | -------- |
| угорська  | 627            | 80,9%    |
| румунська | 133            | 17,2%    |
| циганська | 15             | 1,9%     |